# Gryllus veintinueve
Gryllus veintinueve (лат.) — вид прямокрылых насекомых из семейства сверчков. Эндемики США.

## Распространение
Северная Америка: США (Оклахома, Техас).

## Описание
Сверчки чёрного цвета (задние бёдра светлее, на внутренней поверхности до оранжевого). Отличаются от близких видов (Gryllus fultoni, Gryllus vernalis) особенностями морфологии (мелкие и средние размеры, блестящая переднеспинка, короткие задние крылья, церки короткие), ДНК и акустической коммуникации (пения), разнообразными местами обитания (каменистые участки, луга и редкие лесные массивы). Вид был впервые описан в 2019 году американскими энтомологами Дэвидом Вейссманом (David B. Weissman; Department of Entomology, Калифорнийская академия наук, Золотые ворота, Сан-Франциско, США) и Дэвидом Грэем (David A. Gray; Department of Biology, Университет штата Калифорния, Northridge, Калифорния). Видовое название veintinueve происходит от латинизированного 29-го номера (Viginti novem) в полевой записной книжке (‘Gryllus#29’), которым этот вид обозначался в течение более 30 лет. Кроме того, авторы не могли придумать хорошее имя и путали его с видом Gryllus lineaticeps.